# Daniel Couperus Steyn Parvé
Daniel Couperus Steyn Parvé (Batavia, 27 april 1812 - Londen, 1882) was een Indisch bestuursambtenaar en publicist.

## Familie
Steyn Parvé was een lid van de familie Parvé. Hij was een zoon van Jan Adriaan Steyn Parvé (1785-1824), secretaris der weeskamer te Batavia, en Anna Gerhardina Couperus (1794-1869), lid van de familie Couperus en dochter van Abraham Couperus (1752-1813), gouverneur van Nederlands-Malakka. Daniel Couperus Steyn Parvé was dus een volle neef van onder anderen mr. John Ricus Couperus (1816-1902), de vader van schrijver Louis Couperus.
Hij bleef ongetrouwd. Hij deed melding in de krant van het overlijden in Parijs van zijn broer John.

## Leven en werk
Steyn Parvé studeerde rechten te Leiden en begon een bestuurscarrière in Nederlands-Indië. In juli 1842 werd hij benoemd tot referendaris bij het secretariaat-generaal van Nederlands-Indië. In 1848 werd bekend dat er enige problemen waren met de Portugezen op Timor; er werd een commissie heen gezonden waarvan Steyn Parvé deel uitmaakte. In 1849 kreeg hij, in de functie van commissaris van Timor, twee jaar verlof. In 1851 solliciteerde hij voor lid van de Algemene Rekenkamer.
Bij KB van 21 maart 1852 kreeg hij, op verzoek, eervol ontslag met behoud van pensioen, uit de bestuursdienst en vestigde zich te Londen. Vanaf dan publiceerde hij over Nederlands-Indië.
In een lovend redactioneel artikel werd hij in 1852 aanbevolen om te worden verkozen als lid van de Tweede Kamer der Staten-Generaal.